# Nystalus
Nystalus är ett släkte i familjen trögfåglar inom ordningen jakamar- och trögfåglar. Släktet omfattar fem  arter som förekommer från Panama genom Amazonområdet till norra Argentina:
- Vattrad trögfågel (N. radiatus)
- Vitörad trögfågel (N. chacuru)
- Östlig strimtrögfågel (N. striolatus)
- Västlig strimtrögfågel (N. obamai)
- Fläckryggig trögfågel (N. maculatus)